# Ildikó Rejtő
Ildikó Ságiné-Ujlakyné-Rejtő (Budapeste, 11 de maio de 1937) é uma esgrimista húngara multimedalhista olímpica entre os Jogos de 1960 e 1976.
É uma das mais vitoriosas esgrimistas femininas da história dos Jogos Olímpicos com sete medalhas no total, sendo duas de ouro, três de prata e duas de bronze.
Nascida surda, começou a competir aos 15 anos e aprendeu as técnicas por escrito e nos intervalos das sessões de treinamento por seus técnicos. Em sua primeira participação, em Roma 1960, conquistou a medalha de prata com a equipe húngara de florete. Na edição seguinte, em Tóquio 1964, unificou os títulos no florete com medalha de ouro tanto na prova individual quanto por equipes. Nos Jogos da Cidade do México, em 1968, obteve novamente duas medalhas sendo um bronze individual e uma prata em equipe. Em Munique 1972 conquistou a medalha de prata no florete por equipes e em Montreal 1976 uma medalha de bronze na mesma prova.